# 王禹舒
 王禹舒（1995年6月12日—），台灣女演員，本名王顗婷，後改名為「王禹舒」。2016年接演民視校園偶像劇《我的老師叫小賀》打開知名度，2021年再次接演校園偶像劇TVBS歡樂台八點檔《機智校園生活》。

## 影視作品

### 電視劇／網路劇
| 年份       | 頻道             | 劇名           | 飾演         |
| 王顗婷時期 |                  |                |              |
| 2016年     | 民視             | 我的老師叫小賀 | 戴米淇       |
| 王禹舒時期 |                  |                |              |
| 2018年     | 愛奇藝、台視     | 人際關係事務所 | 安梅         |
| 2019年     | 八大戲劇台、台視 | 因為我喜歡你   | 學妹(跆拳道) |
| 2021年     | TVBS歡樂台       | 機智校園生活   | 蘇珊娜       |

### 電影
| 年份   | 劇名                  | 飾演   | 導演   |
| 2018年 | 《王牌教師 麻辣出擊》 | 小樂   | 張哲書 |
| 2022年 | 《野夏天》            | 田曼妮 | 蘇哲賢 |

### 音樂錄影帶(MV)
- 2018年：胡彥斌《寶藏男友》
- 2018年：達西《沒有天份》
- 2019年：張立昂《感應心電》
- 2019年：謝和弦《你是真的離開我》
[5]

## 外部連結
- 王禹舒的Facebook專頁
- 王禹舒的Instagram帳戶